# 쿠르트 뵈스

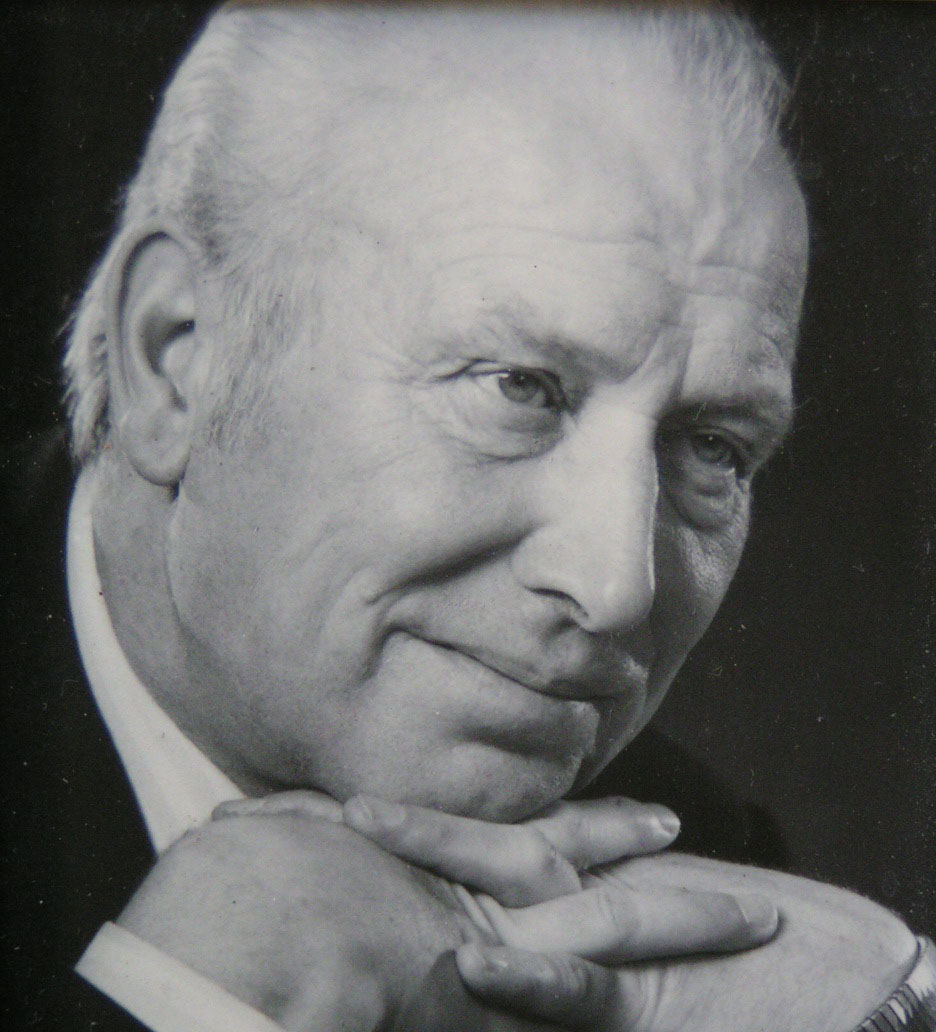

쿠르트 뵈스(독일어: Kurt Wöss, 1914년 5월 2일 ~ 1987년 12월 4일)는 오스트리아의 지휘자이자 음악학자이다.

## 이력
1914년, 린츠에서 태어났다. 빈 음악 아카데미에서 요제프 막스와 작곡, 에른스트 모라베츠와 바이올린을 배우고, 빈 대학교에서 로베르트 하스, 에곤 벨레스와 음악학을 공부했다. 그라츠 음악원에서 펠릭스 바인가르트너에게 지휘를 배웠다. 1938년부터 빈 음악 아카데미의 교수가 되고, 이 직위를 유지하기 위해 나치에 가입했다. 1946년, 빈 통퀸스틀러 관현악단의 수석 지휘자로 취임했다. 1951년부터 1954년까지 NHK 교향악단의 수석 지휘자를 맡아 리하르트 슈트라우스의 「가정 교향곡」 등의 일본 초연을 했다. 그 후, 빈 통퀸스틀러 관현악단에 복귀하는 한편 멜버른 교향악단과 린츠 브루크너 관현악단의 수석 지휘자가 되었다. 1976년 10월 내한해서 국립오페라단과 함께 바그너의 오페라 로엔그린의 한국 초연을 했다. 1987년 10월 서울 시립 교향악단과 브루크너 교향곡 8번을 지휘하고 두 달이 못 되어, 드레스덴 필하모니 관현악단과의 브루크너의 교향곡 4번의 리허설 중에 심근경색을 일으켜, 드레스덴에서 사망했다.

## 일화
1972년 9월 29일 국립 교향악단을 지휘하기 위해 27일 내한해서 인터뷰 도중 이런 얘기를 했다.
빈에서 만났던 한국인으로 보이는 여행자들이 독일말로 모차르트 동상이 어느 곳에 있느냐고 물어서 한국말로 "부탁합니까”했더니 깜짝 놀랐다고 한다. 물론 모차르트 동상을 직접 안내해주고 집으로 초대까지 했다고 전한다.